# Геологія Мексики
Геологічна будова Мексики. 
Найзначніші геологічні структури М. – складчасті зони Сх. і Зах. Сьєрра-Мадре, Сонорський блок, блок п-ова Ниж. Каліфорнія, палеозойська складчаста споруда Півд. Сьєрра-Мадре, Мексиканський передовий прогин, Юкатанська плита (п-ів Юкатан і шельф банки Кампече). 
У межах Сх. Сьєрра-Мадре поширені мезозойсько-ранньокайнозойські складчасті комплекси на докембрійських гнейсах і кристалічних сланцях (шт. Тамауліпас, Ідальго) і неметаморфізованих палеозойських осадових відкладах (потужність до 3000 м). Останні представлені карбонатними гірськими породами ниж. і сер. палеозою та теригенним флішем верх. палеозою. Мезозойські комплекси складені тріасовими і юрськими червоноколірними пісковиками, аргілітами і евапоритами (потужністю 800 м), верхньоюрськими вапняками з прошарками пісковиків і глин (1500 м) і повним розрізом відкладів крейди загальною потужністю до 10000 м. Слабодеформовані третинні вулканіти і незруйновані конуси молодих вулканів закінчують гірські споруди. Складчаста структура зони складна: у східній частині з перекинутими на схід складками і насувами, на заході –  блоково-складчаста. Складчаста зона Зах. Сьєрра-Мадре тягнеться від півн. кордонів М. до Трансмексиканського вулканіч. поясу і складена г.ч. вулканічні гірські породи пізньої крейди та кайнозою андезитового і базальтового складу в ниж. частині, дацитовими і ріолітовими ігнімбритами у верхній. З крейдовими і третинними інтрузіями кислого і середнього складу, що проривають ці вулканічні породи, пов'язані родов. мідних, свинцево-цинкових і срібних руд. Сонорський блок, розташований між Зах. Сьєрра-Мадре і Каліфорнійською зат., складений докембрійськими метаморфічними г.п. і гранітоїдами, що перекриваються дрібноуламковими та карбонатними товщами кембрію, вище за які місцями залягають карбонатні породи ордовика-карбону і теригенні породи карбону-пермі. Мезозойські відклади представлені верхньотріасово-нижньоюрськими частково морськими і вугленосними уламковими породами, що перекриваються карбонатно-уламковими і вулканогенно-уламковими утвореннями крейди. Третинні континентальні і вулканічні формації завершують розріз, характерний для Сонорського блоку. Відомі штоки гранітів крейди, третинних діоритів і гіпабісальних порід, з якими пов'язані мідно-порфірові родовища. Блок п-ова Ниж. Каліфорнія складений г.ч. гранітоїдним батолітом, на захід від якого простягається смуга інтенсивно дислокованих порід мезозою. Ці утворення перекриті пізньокрейдовими уламковими і третинними морськими і вулканогенними відкладами. Складні складчасто-насувні структури перетнуті скидами, що формують рифт Каліфорнійської затоки. Палеозойська складчаста споруда Півд. Сьєрра-Мадре простягається від Трансмексиканського вулканічного поясу вздовж Тихоокеанського узбережжя М. Вона складена докембрійськими і палеозойськими породами, місцями перекритими пізньотріасово-ранньоюрськими континентальними вулканогенно-осадовими товщами, морськими юрськими відкладами і неузгоджено залягаючими на них альб-сеноманськими і сеноманськими глинисто-карбонатними і флішевими породами. Характерні неогенові та молодші вулканіти. 
Мексиканський передовий прогин розташований перед фронтом Кордильєр і виконаний палеоген-неогеновими уламковими породами, що підстилаються карбонатними крейдовими і карбонатно-теригенними юрськими відкладами. Пологі складчасті структури сприяють скупченню вуглеводнів в рифогенних вапняках крейди (сх. борт прогину) і третинних уламкових відкладах. 
Юкатанська плита складена практично непорушеними карбонатними відкладами палеогену і неогену, евапорит-карбонатними товщами крейди потужністю до 3000 м і тріас-юрськими червоноколірними г.п. З рифовими відкладами крейди на зах. шельфі Юкатану пов'язані великі нафт. родовища.